# Кульмеж
Кульме́ж (рос. Кульмеж, ерз. Кульмеж) — присілок у складі Інсарського району Мордовії, Росія. Входить до складу Русько-Пайовського сільського поселення.
Населення — 138 осіб (2010; 175 у 2002).
Національний склад станом на 2002 рік:
- росіяни — 99 %

У присілку народились:
- Герой Радянського Союзу Антропов Василь Якович (1910-1943)
- Герой Соціалістичної праці Антропов Петро Якович (1905-1979)